# Ward Leonard Electric Company
Ward Leonard Electric Company ist ein US-amerikanisches Unternehmen und ehemaliger Hersteller von Automobilen.

## Unternehmensgeschichte
Harry Ward Leonard gründete 1892 das Unternehmen in Bronxville im US-Bundesstaat New York. Er war im Bereich Elektrotechnik aktiv. Zusätzlich begann er im Februar 1901 mit der Produktion von Automobilen. Der Markenname lautete zunächst Century Tourist, ab Juli 1901 Knickerbocker und 1903 zusätzlich Ward Leonard. 1903 endete die Fahrzeugproduktion. 1915 zog das Unternehmen nach Mount Vernon in New York.
Das Unternehmen existiert weiterhin und hat inzwischen seinen Sitz in Thomaston in Connecticut.

## Fahrzeuge

### Markenname Century Tourist
Das einzige Modell war ein Kleinwagen. Ein Einzylindermotor von De Dion-Bouton mit 3,5 PS Leistung trieb die Fahrzeuge an. Der offene Runabout hatte zwei Sitze und einen Notsitz. Kardanantrieb und Lenkrad waren fortschrittliche Details, als viele Konkurrenten noch Kettenantrieb und Lenkhebel aufwiesen.

### Markenname Knickerbocker
Das vorgenannte Fahrzeug wurde ab Juli 1901 als Knickerbocker Model 1 bezeichnet und blieb bis 1902 im Angebot. Das stärkere Model 2 erschien zwischen Februar und Juli 1901 und wurde ebenfalls bis 1902 gefertigt. Es hatte auch einen Einzylindermotor von De Dion-Bouton, aber mit 5 PS Leistung. Als Aufbauten waren Runabout und Tonneau erhältlich.
1903 bestand das Sortiment aus drei Modellen. Das Model 1 hatte einen Einzylindermotor mit 10 PS Leistung und war als Runabout erhältlich. Das Model 2 hatte dagegen einen Zweizylindermotor mit 15 PS. Runabout und Tonneau sind überliefert. Beide Motoren kamen weiterhin von De Dion-Bouton. Das Model 3 erweiterte das Angebot nach oben. Es hatte einen Vierzylindermotor von der Société Buchet, der 24 PS leistete. Diese Fahrzeuge waren als Tonneau karosseriert.

### Markenname Ward Leonard
Das einzige Modell hatte einen Vierzylindermotor mit 30 PS Leistung. Der Wasserkühler war seitlich des Motors montiert. Überliefert sind Roadster und Tonneau.

## Modellübersicht
| Jahr      | Marke           | Modell  | Zylinder | Leistung (PS) | Aufbau            |
| --------- | --------------- | ------- | -------- | ------------- | ----------------- |
| 1901      | Century Tourist |         | 1        | 3,5           | Runabout          |
| 1901–1902 | Knickerbocker   | Model 1 | 1        | 3,5           | Runabout          |
| 1901–1902 | Knickerbocker   | Model 2 | 1        | 5             | Runabout, Tonneau |
| 1903      | Knickerbocker   | Model 1 | 1        | 10            | Runabout          |
| 1903      | Knickerbocker   | Model 2 | 2        | 15            | Runabout, Tonneau |
| 1903      | Knickerbocker   | Model 3 | 4        | 24            | Tonneau           |
| 1903      | Ward Leonard    |         | 4        | 30            | Roadster, Tonneau |